# Lomographa lomographata
Lomographa lomographata är en fjärilsart som beskrevs av W. Warren 1907. Lomographa lomographata ingår i släktet Lomographa och familjen mätare. Inga underarter finns listade i Catalogue of Life.